# Albert Sirk
Pour les articles homonymes, voir Sirk.
Albert Sirk, né le 25 ou 26 mai 1887 à Santa Croce en Autriche-Hongrie et mort le 13 septembre 1947 à Celje en République fédérative socialiste de Yougoslavie, est un peintre, graphiste et illustrateur austro-yougoslave. Dans le contexte slovène, il prend de l'importance principalement grâce à la peinture marine. 

## Biographie
Albert Sirk naît le 25 ou 26 mai 1887 à Santa Croce, près Trieste. Après des études secondaires à Trieste, il étudie le dessin décoratif à l'école de métiers locale de 1906 à 1907, puis travaille comme dessinateur dans une institution lithographique. De 1909 à 1912, il effectue son service militaire. Après avoir quitté le service militaire, il suit des cours à l'Académie des beaux-arts de Venise et à celle d'Urbino (Accademia di belle arti di Urbino) jusqu'en 1913. Il passe ensuite l'examen pour devenir professeur de dessin dans les écoles populaires et les écoles techniques inférieures et est nommé dessinateur naval à Pula la même année. Il y donne des cours de dessin aux enfants de l'amiral Miklós Horthy. Après la Première Guerre mondiale, il est engagé comme professeur contractuel au lycée de Trieste, en Italie, où Sirk est renvoyé comme « slovène indésirable » en 1923.
Déjà pendant son activité d'enseignant, il commençait à travailler comme illustrateur pour des journaux slovènes, entre autres pour Naš glas (qui peut se traduire en français Notre voix), Novi rod ou Novice. En 1929, Sirk s'installe finalement en Yougoslavie, où il travaille comme enseignant à Lenart et Celje, tout en continuant à fournir des illustrations pour les journaux (dont Ilustracija et autres). À partir de 1931, il participe à plusieurs expositions. Après avoir été expulsé vers la Serbie pendant la Seconde Guerre mondiale, il enseigne à l'Institut de formation des enseignants de Portorož après la fin de la guerre.
Son œuvre picturale comprend des paysages marins, des portraits et des natures mortes. Il participe à toutes les tendances artistiques de son époque. En plus de ses œuvres principales, il réalise également un certain nombre d'esquisses de voyages à l'aquarelle, de dessins à la plume, de gravures sur bois et de caricatures. Au cours de ses voyages, il visite toutes les régions de la Yougoslavie, mais se rend également dans d'autres régions.
Albert Sirk meurt le 13 septembre 1947 à Celje, qui fait alors partie de la République populaire fédérale de Yougoslavie.